# Zubin Mehta
Zubin Mehta, indijski dirigent, * 29. april 1936, Mumbai.
Mehta je glasbeni direktor filharmonije v Izraelu in glavni dirigent v operni hiši Valencija. Je tudi glavni dirigent v Firencah, zadnje čase pa se na glasbeni sceni pojavlja tudi kot operni pevec.

## Življenjepis
Mehta se je rodil v družini Parsi in Bombay (zdaj Mumbai), Indija, sin Mehli in Tehmina Mehta. Njegov oče je bil violinist in ustanovni dirigent simfoničnega orkestra Bombay. Mehta je obiskoval šoli St. Mary's School, Mumbai, in St. Xavier's College, Mumbai. Ko je hodil v šolo, je Mehto naučil igrati klavir Joseph de Lima. Mehta se je šolal za zdravnika, vendar je sčasoma začel obiskovati glasbeno gimnazijo na Dunaju, ko je bil star šele 18 let, pod vodstvom Hansa Swarowsky.
Mehta se je najprej poročil s Kanadsko operno pevko Carmen Lasky leta 1958. Imata sina Mervona in hčerko Zarino. Leta 1964 sta se ločila. Dve leti po počitvi je Carmen vzela za moža Mehtinovega brata, Zarina Mehta, bivšega direktorja od newyorške Filharmonije. Julija leta 1969 se je Mehta poročil z ameriško igralko Nancy Kovack. Trenutno živi v ZDA z ameriškim in indijskim državljanstvom.
5. septembra 2019 je od predsednika Republike Slovenije Boruta Pahorja prejel državno odlikovanje Zlati red za zasluge.

## Zanimivost
- Po razpadu Treh tenorjev je Mehta začel tudi sam nastopati v operah kot pevec in ne več samo kot dirigent. Mnogi kritiki so mu svetovali, naj raje ostane pri dirigiranju.
- Na poslovilni turneji, ki je potekala leta 2019, se je z Izraelskim filharmoničnim orkestrom 5. septembra 2019 ustavil tudi v Ljubljani, kjer je v Cankarjevem domu dirigiral Beethovnovo Uvertura Leonora št. 2, op. 72a, Haydnovo Simfonijo concertante v B-duru, Hob.I:105 ter Fantastično simfonijo, H 48 Hectorja Berlioza.[5]

## Pesmi
- Star Wars Suite: Main Title
- Fanfare for the Common Man
- Boléro
- Overture Oberon
- La Valse
- 2001: A Space Odyssey
- Concerto for Piano and Orchestra No. 1 in C major, Op. 15: I. Allegro con brio
- Symphony No. 9 in E minor, Op. 95 "From the New World": II. Largo
- Rhapsody In Blue
- Mi mou thimonis matia mou
- The Planets, Op. 32: IV. Jupiter, the Bringer of Jollity
- Lemminkainen Suite: The Swan of Tuonela
- Na Me Thimase
- Enigma Variations, op. 36: Variation XII
- Rienzi: Overture
- Circus Polka for a Young Elephant
- Overture Candide
- Piano Concerto No. 1 in E minor, Op. 11: II. Romance. Larghetto
- Nacht
- The Miraculous Mandarin , op. 19, Sz. 73
- De Staat
- Concerto for Piano and Orchestra No. 1 in C major, Op. 15: II. Largo
- Concerto for Piano and Orchestra No. 5 in E-flat major, Op. 73 "Emperor": I. Allegro
- Symphony No. 4 in E minor, Op. 98: I. Allegro non troppo
- Lohengrin: Prelude to Act 1
- Symphony No. 4 in E minor, Op. 98: II. Andante moderato
- The Planets, Op. 32: VI. Uranus, the Magician
- En Saga, op. 9
- Holidays - A Symphony: II. Decoration Day
- Symphony no. 8 in C minor: I. Allegro moderato
- O Uranos Fevgi Varis
- La forza del destino: Overture